# Rövarstek
Rövarstek är en finländsk maträtt av fettrikt kött såsom vilt, får eller svin som tillretts i en kokgrop. Tillredningsmetoden har förhistoriska anor och har i huvudsak varit jägarnas sätt att laga sin mat, men även i jordbrukssamhällen har metoden förekommit i samband med till exempel potatisupptagning.
När namnet rövarstek togs i bruk är okänt. I Veikko Huovinens roman Fårätarna som utkom 1970 skjuter de två huvudkaraktärerna olovligt ett får som de tillreder enligt ett recept från Torni-lehti. I och med romanen och filmatiseringen av den från 1972 fick rövarsteken ett brett genomslag i Finland.